# Мамедов, Мамед Ахмед оглы
Мамед Ахмед оглы Мамедов (азерб. Məmməd Əhməd oğlu Məmmədov; 12 июля 1913, Казахский уезд — 13 июня 1976, Таузский район) — советский азербайджанский животновод, Герой Социалистического Труда (1948).

## Биография
Родился 12 июля 1913 года в селе Караханлы Казахского уезда Елизаветпольской губернии (ныне село в Товузском районе Азербайджана).
В 1931—1975 годах счетовод, председатель колхоза имени Кирова, председатель колхозов «Бакинский рабочий» и «Шафак» Таузского района, председатель исполкома Хатынлинского сельского Совета. В 1947 году при табунном содержании вырастил 63 жеребят от 63 кобыл.
Указом Президиума Верховного Совета СССР от 17 августа 1948 года за получение в 1947 году высокой продуктивности животноводства Мамедову Мамеду Ахмед оглы присвоено звание Героя Социалистического Труда с вручением ордена Ленина и золотой медали «Серп и Молот».
Активно участвовал в общественной жизни Азербайджана. Член КПСС с 1939 года.
Скончался 13 июня 1976 года в родном селе.